# Число Брінкмана
Число́ Брі́нкмана ({\displaystyle \mathrm {Br} }) — безрозмірнісне характеристичне число і критерій подібності у теплових процесах в рухомих в'язких рідинах, який визначається співвідношенням між тепловим потоком від в'язкої дисипації, і потоком тепла, транспортованим молекулярною провідністю від зовнішнього нагріву, тобто це відношення в'язкого тепловиділення до потоку тепла від зовнішнього нагріву. Чим вище його значення, тим більша частина теплової енергії надходить від в'язкого тертя, що значною мірою може обумовлюватись низькою теплопровідністю рідини.
Це число може бути визначене за формулою:
{\displaystyle \mathrm {Br} ={\frac {\eta V^{2}}{k\Delta T}},}
де:
- {\displaystyle \eta } — динамічна в'язкість;
- {\displaystyle k} — теплопровідність;
- {\displaystyle \Delta T=T_{2}-T_{1}} — різниця температур стінки (2) і рідини (1);
- {\displaystyle V} — характеристична швидкість.

Число Брінкмана можна також виразити як добуток числа Екерта і числа Прандтля
{\displaystyle \mathrm {Br} =\mathrm {Ec} \cdot \mathrm {Pr} }
Назву числу присвоєно на честь нідерландського математика і фізика-експериментатора Генрі Брінкмана (1908-1961), якому належать дослідження в галузі теплообміну в рухомих рідинах.
Назва «число Брінкмана» була, ймовірно запропонована у 1958 році:
|  | «The quantity {\displaystyle Br}… is a dimensionless number that is characteristic for the temperature rise due to internal friction, in comparison with the other temperature difference occurring in the problem. Brinkman … being the first one who carried out calculations on this subject, we have called this number the Brinkman number» |

## Приклад
Наприклад, у шнековому екструдері теплова енергія, яку отримує розплав полімеру, надходить переважно з двох джерел, це: а) тепло від в'язкісного тертя, що утворюється при зсуві між шарами розплаву, що рухаються з різними швидкостями; б) пряме теплопідведення від стінки екструдера. У першому варіанті рідина отримує енергію від двигуна, що обертає шнек, у другому — від нагрівачів. Число Брінкмана є мірою співвідношення цих двох величин.